# Serica monticola
Serica monticola är en skalbaggsart som beskrevs av Kobayashi och Yu 2000. Serica monticola ingår i släktet Serica och familjen Melolonthidae. Inga underarter finns listade i Catalogue of Life.